# Revolução Nacional da Indonésia
A Revolução Nacional da Indonésia ou Guerra de Independência da Indonésia foi um conflito armado entre a Indonésia e o Império Colonial Neerlandês, e uma revolução social interna. A revolução se deu entre a Declaração da Independência da Indonésia, em 1945 e seu reconhecimento por parte do Reino dos Países Baixos, no ano de 1949.

## Visão geral
As lutas da Guerra de Independência da Indonésia duraram mais de quatro anos e envolveram um esporádico, mas sangrento conflito armado interno, levantes políticos e duas grandes intervenções diplomáticas internacionais. As forças holandesas não conseguiram prevalecer aos indonésios, sendo expulsos após muita resistência. Embora as forças holandesas controlassem as vilas e cidades em redutos republicanos em Java e Sumatra, não controlavam as aldeias e no campo. Assim, a República da Indonésia acabou por prevalecer, tanto através da diplomacia internacional, como através da determinação da Indonésia em conflitos armados em Java e outras ilhas.
A revolução destruiu a administração colonial. Também mudou significativamente o sistema de castas locais, bem como reduziu o poder de muitos governantes locais. Porém, não houve melhoras significativas na política ou nas condições de vida da maioria da população.

## Antecedentes
O nacionalismo indonésio e os movimentos de apoio a independência, como Budi Utomo, o Partido Nacional Indonésio e o Partido Comunista do país cresceram rapidamente na primeira metade do século XX. Budi Utomo e outros movimentos buscaram estratégias de cooperação, quando iniciaram o Volksraad ("Conselho Popular"), na esperança de que fosse concedido um governo autônomo a Indonésia. Já os outros movimentos buscaram estratégias não cooperativas, exigindo a independência da colônia. Os líderes mais notáveis foram Sukarno e Mohammad Hatta dois estudantes e líderes nacionalistas.
A ocupação japonesa da Indonésia, três anos antes, durante a Segunda Guerra Mundial, foi um fator subsequente crucial na revolução. Sob ocupação alemã, a Holanda tinha pouca habilidade para defender sua colônia do exército japonês. Em apenas três meses de ataques, os japoneses ocuparam as Índias Orientais Holandesas. Em Java, e em menor escala na Sumatra, a propagação japonesa incentivou o sentimento nacionalista. Embora isso foi feito mais para a vantagem política japonesa do que com o apoio altruísta da independência da Indonésia, foi fundamental para a criação de novas instituições e para a elevação de líderes políticos como Sukarno. Além disso, os japoneses haviam destruído as políticas administrativas e de infraestrutura holandesas.
Com a iminência da derrota japonesa na guerra, os holandeses tentam restabelecer sua autoridade na Indonésia, chegando a pedir que o exército japonês "preservasse a lei e a ordem". No entanto, os japoneses estavam mais interessados nos objetivos nacionalistas dos Indonésios, ou seja, na independência. No dia 7 de setembro de 1944, o primeiro-ministro japonês Koiso prometeu aos indonésios a independência, embora nenhuma data tivesse sido definida. Para os partidários de Sukarno, o anúncio foi visto como prova de sua aparente colaboração com os japoneses.